# Actinoprosopa maris
Actinoprosopa maris är en tvåvingeart som beskrevs av Townsend 1929. Actinoprosopa maris ingår i släktet Actinoprosopa och familjen parasitflugor. Inga underarter finns listade i Catalogue of Life.